# RC Roubaix
Racing Club de Roubaix – francuski klub piłkarski z siedzibą w Roubaix. Działał w latach 1895–1944.

## Historia
Racing Club de Roubaix został założony w 1895 r. Największe sukcesy klub osiągnął w pierwszej dekadzie XX wieku, kiedy to pięciokrotnie zdobył mistrzostwo Francji w 1902, 1903, 1904, 1906 i 1908. Kolejne sukcesy klub osiągnął na początku lat 30., kiedy to dwukrotnie dotarł do finału Pucharu Francji. W 1928 RC Roubaix uległ 0-1 w finale AS Cannes, a rok później lokalnemu rywalowi – Excelsior AC Roubaix 1-3. 
W 1933 uzyskał status zawodowy i przystąpił rozgrywek Division 2. W 1936 uzyskał awans do Première Division. We francuskiej ekstraklasie Roubaix występował przez 3 sezony do 1939. W 1944 RC Roubaix połączyło z lokalnymi rywalami Excelsiorem Roubaix i US Tourcoing tworząc nowy klub CO Roubaix-Tourcoing. W 1963 CO Roubaix-Tourcoing stracił status zawodowy i RC Roubaix odłączył się od tego klubu i połączył z Stade Roubaix tworząc Racing Stade Roubaisien. Ten klub działał do chwili rozwiązania w 1995.

## Sukcesy
- mistrzostwo Francji (5): 1902, 1903, 1904, 1906, 1908.
- finał Puchar Francji (2): 1932, 1933.
- 3 sezony w Première Division: 1936-1939.

## Znani piłkarze w klubie
- Georges Verriest
- Marcel Langiller
- Edmond Delfour

## Sezony wPremière Division
| Sezon   | Uzyskane Miejsce |
| ------- | ---------------- |
| 1936-37 | 12               |
| 1937-38 | 8                |
| 1938-39 | 16 (spadek)      |